# 교남동

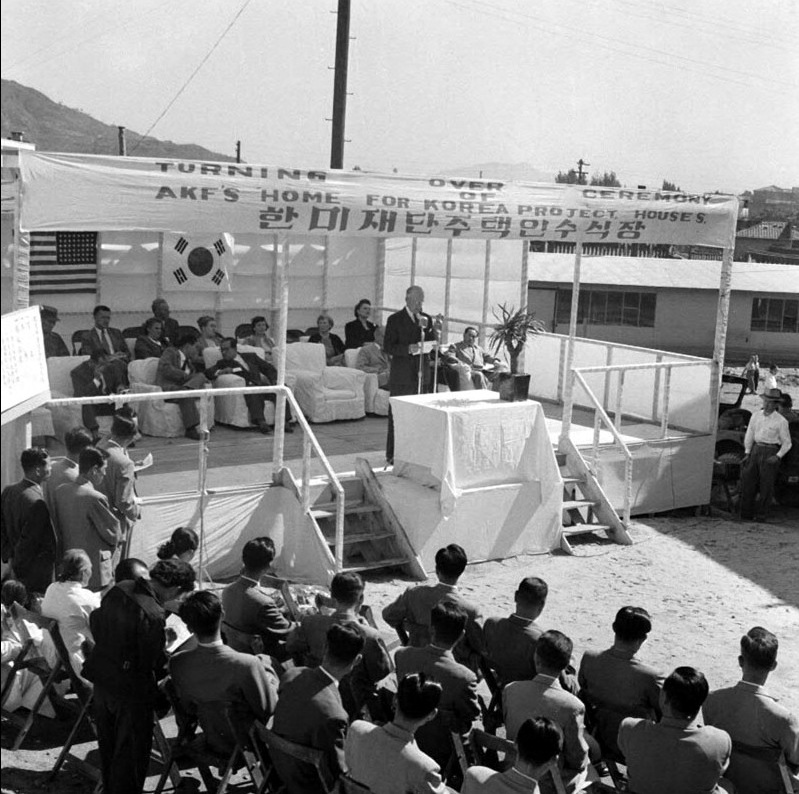
행촌동 한미재단주택의 인수식(1956)

교남동(橋南洞)은 서울특별시 종로구의 법정동이자 행정동이다.

## 지명
교남동의 동명은 지금의 교남동 100번지 북쪽, 곧 교남파출소 앞에 돌로 만든 다리가 있다고 하여 다리의 남쪽 동네를 교남동, 북쪽을 교북동이라 한데서 비롯되었다. 교남동의 동명 유래가 되고 있는 석교는 1830년에 유본예가 지은 《한경지략》에 석교, 1864년에 김정호가 만든 《대동지지》에는 초교(草橋), 고종 초에 김정호가 만든 《수선전도》에는 교량의 표시만 되어 있고, 1902년 로얄 아시아틱소사이어티에서 간행한 ‘서울지도’에는 ‘석교’라고 표시되어 있다. 또 다리의 이름을 ‘돌다리’, ‘석다리’라고도 불렀던 것으로 보아 《수선전도》 제작 당시에는 이미 석교였던 것으로 생각된다. 석교는 교북동·천연동·교남동에 걸쳐 있어서 지금의 의주로 한가운데에 위치한 셈이 되었다. 석교가 있으므로 돌다리골 혹은 석교동이라 하였는데 사람의 통행이 빈번한 곳에는 언제나 장시가 형성되기 마련이듯 이 석교동에도 무악재 너머에 사는 사람들이 가꾼 각종 농산물을 다리께에 펼쳐 놓아 난전이 형성되곤 하였다.

## 법정동
- 교남동
- 평동(平洞)
- 송월동
- 홍파동
- 교북동
- 행촌동

## 문화
- 경찰박물관 (행촌동)
- 평동교회 (행촌동)
- 홍난파 가옥 (홍파동)
- 기상청 옛터, 서울기상관측소 (송월동)
- 경기감영 터 (평동)
- 무악천 경고교 터 (평동)

## 의료
- 강북삼성병원 (평동)
- 서울적십자병원 (평동)

## 교육
- 대신중학교 (행촌동)
- 대신고등학교 (행촌동)
- 중앙대학교 평동캠퍼스 (평동)

## 주요 기관
- 교남파출소 (행촌동)
- 교남동 주민센터 (행촌동)
- 주한스위스대사관 (송월동)
- 4.19혁명 기념도서관 (평동)

## 아파트
| 단지명     | 건설사       | 시행사                           | 주소                       | 주소   | 입주       | 비고     |
| ---------- | ------------ | -------------------------------- | -------------------------- | ------ | ---------- | -------- |
| 경희궁자이 | 지에스건설㈜ | 돈의문1구역 도시환경정비사업조합 | 종로구 송월길 130 (1단지)  | 행촌동 | 2017년 6월 | 민간임대 |
| 경희궁자이 | 지에스건설㈜ | 돈의문1구역 도시환경정비사업조합 | 종로구 송월길 99 (2단지)   | 홍파동 | 2017년 2월 |          |
| 경희궁자이 | 지에스건설㈜ | 돈의문1구역 도시환경정비사업조합 | 종로구 경교장길 35 (3단지) | 평동   | 2017년 2월 |          |
| 경희궁자이 | 지에스건설㈜ | 돈의문1구역 도시환경정비사업조합 | 종로구 송월길 155 (4단지)  | 교북동 | 2017년 6월 |          |